# 世德堂药铺
世德堂药铺位于中国山西省襄汾县汾城镇城内鼓楼南北街，坐东向西，药铺面阔三间，高二层，建于清光绪二十二年（1896年），保存完好。紧邻南侧的商铺面阔五间二层，建于清乾隆二十四年（1759年）。
2006年5月25日列为第六批全国重点文物保护单位。